# 三本和彦
三本 和彦（みつもと かずひこ、1931年?12月22日 - 2022年7月16日）は、日本のモータージャーナリスト。有限会社 三信工房 代表。日本自動車ジャーナリスト協会名誉会員。日本写真家協会会員、日本自動車研究者&ジャーナリスト会議（RJC）名誉会員。

## 来歴
東京都出身。埼玉工業大学の前身である東京商工学校機械工学科を経て、1954年、國學院大學政経学部経済学科を卒業した。1956年、東京写真大学（現在の東京工芸大学）写真技術科を卒業した。
1956年から1967年まで東京新聞の写真部記者として活動するかたわら、学生時代のアルバイトを通じて小林彰太郎と知り合った縁から、1962年に創刊された『カーグラフィック』の写真撮影を務めた。
その後、1970年に多摩美術大学附属多摩芸術学園（現在の多摩美術大学）写真科専任講師を経て、有限会社 三信工房を設立し、フリーランスのフォトジャーナリスト、モータージャーナリストとなる。
1972年にはNETテレビ（現在のテレビ朝日）の番組「13時ショー」の司会を担当した。
1977年から2005年まで、「新車情報」（テレビ神奈川）の司会者となり、終了まで28年間担当した。
1989年にはBBCの「Top Gear」でミニ30周年記念イベントを取り上げた際、英語でインタビューを受けている。また、「全国こども電話相談室」（TBSラジオ）の回答者（1980年 - 1997年）や、同じくラジオ番組「三本和彦の自動車王国」のパーソナリティとしても活動した。2005年には「The・サンデー」（日本テレビ）のコメンテーターを務めた。
2005年10月25日から11月12日まで、モータファンダイアリーズ - コラム&エッセイ-＜新車情報よもやま話＞ で「新車情報」を降板した本当の理由を明らかにし反響を呼んだ。
2022年7月16日、転移性肝がんのため東京都内で死去した。90歳没。

## 人物
- モータージャーナリストとしては、実用本位で辛口のコメントをする立場をとる。ゆえに「羊の皮を被った狼」[注釈 4]「猫足」[注釈 5]などの自動車業界、自動車評論界で名言を残す一方、長年出演していたTV番組「新車情報」の収録では「気の狂ったアヒル」[注釈 6]、「ダチョウの卵」[注釈 7]、「ゴムひもの緩んだパンツ」[注釈 8]、「枯葉マーク」[注釈 9]、「公衆便所のベンチレーター」[注釈 10]、「稲荷の鳥居」[注釈 11]、「フランス野郎」[注釈 12]「毒キノコのお化けみたいなの」[注釈 13]等々の歯に衣着せぬ毒舌的な表現で人気を博した。これらは「三本節」と称され、自動車メーカー、自動車ジャーナリズム関係者の間で有名であった。また同番組内で、「ハッチバック車のリアゲートに閉扉するための取っ手が必要」と訴えかけ、この働きかけにより、日本車のリアゲートに閉扉用取っ手が装備されたといわれている（三本対策とコメントする自動車雑誌も存在した）。
- 日本光学（現在のニコン）は、ニコンEM以来ジョルジェット・ジウジアーロにスタイリングを仰いでいるが、これが三本の紹介であることはあまり知られていない[8]。
- 晩年の愛車はフォルクスワーゲン・ポロ。2013年1月16日放送のおぎやはぎの愛車遍歴 NO CAR, NO LIFE!（BS日テレ）に出演した際、次のメルセデス・ベンツ・Cクラスを最後の車にする旨を発言、その後、自動車雑誌ベストカーの2014年9月10日号において、（条件が良ければ）次はマツダ・デミオ（DJ系）のディーゼルエンジンを購入予定とする執筆があったが、2018年8月26日号において、高齢を理由にフォルクスワーゲン・ポロが最後の車でもよいと思っていると執筆した。

### 家族・親族
- 妻：上野千鶴子（1931年 - 2001年9月） - 写真家[9][10]

## 愛車遍歴
以下は、「おぎやはぎの愛車遍歴 NO CAR, NO LIFE! #46 三本和彦」による。
- 1948年 17歳 たま電気自動車
- 1950年 19歳 ダットサン トラック
- 1954年 23歳 オオタ KC
- 1957年 26歳 シトロエン 2CV
- 1958年 27歳 スバル 360
- 1960年 29歳 マツダ R360 クーペ
- 30代 - 40代

日産 ブルーバード
トヨタ パブリカ
日産 セドリック
日産 ブルーバード SS
日産 ブルーバード SSS
日産 サニー
ホンダ N360
日産 ブルーバード
日産 フェアレディZ
日産 サニー
日産 スカイライン 2000GT
いすゞ フローリアン
トヨタ カローラ
シムカ 1000

- 1975年 44歳 日産 セドリック
- 1981年 50歳 ダイハツ ハイゼット アトレー
- 1982年 51歳 三菱 パジェロ
- 1990年 59歳 ホンダ NSX
- 1992年 61歳 トヨタ クラウン
- 1993年 62歳 トヨタ クラウン マジェスタ
- 1994年 63歳 メルセデス・ベンツ・Cクラス
- 1996年 65歳 メルセデス・ベンツ・Cクラス
- 1997年 66歳 メルセデス・ベンツ・Cクラス
- 1998年 67歳 トヨタ プリウス(初代)
- 1999年 68歳 スバル レガシィ
- 2000年 69歳 トヨタ プログレ
- 2003年 72歳 ホンダ FIT
- 2004年 73歳 トヨタ プリウス(2代目)
- 2006年 75歳 トヨタ プリウス(2代目)
- 2007年 76歳 トヨタ プリウス(2代目)
- 2009年 78歳 トヨタ プリウス(3代目)
- 2010年 79歳 ホンダ FITハイブリッド
- 2012年 81歳 フォルクスワーゲン ポロ

その他にも、メルセデス・ベンツ・190シリーズ、三菱・ストラーダ（ラリー参戦用として）、トヨタ・カリーナ（ディーゼルエンジン）を所有していたと、ベストカーや新車情報で執筆・発言している。

## 出演

### テレビ番組
- 13時ショー（1972年、NETテレビ） - 司会[1]
- 新車情報（1977年 - 2005年、テレビ神奈川） - 司会[1]
- こんにちは東京（1980年、NETテレビ） - 司会[1]
- THE・サンデー（2005年、日本テレビ） - コメンテーター[12]
- 噂の!東京マガジン （2008年、TBS）[12]
- シルシルミシル （2010年、テレビ朝日）[12]
- おぎやはぎの愛車遍歴 NO CAR, NO LIFE! #46 三本和彦（2013年、BS日テレ）[11]

### ラジオ番組
- 全国こども電話相談室（1980年 - 1997年、TBSラジオ） - 回答者[1]
- 梶原しげるの本気でDONDON（1988年 - 1991年、文化放送）- コメンテーター[1]
- 三本和彦の自動車王国

## 主な著書
- 『世界最長ラリーに挑戦して』（二玄社）
- 『お金のかからないクルマの使い方』（光文社）
- 『三本和彦・もう黙っちゃいられネエ』（三推社）
- 『三本和彦・怒りのサンドバッグ』（立風書房）
- 『クルマからみる日本社会』（岩波新書）
- 『辛口クルマ選び徹底ガイド』（日本文芸社・毎年刊行）
- 『『いいクルマ』の条件』（NHK出版）
- 『三本和彦、ニッポンの自動車を叱る』（二玄社）
- 『言わずに死ねるか！日本車への遺言』（講談社）